# Mäntysaaret (ö i Birkaland, Övre Birkaland, lat 62,14, long 24,45)
Mäntysaaret är öar i Ukonselkä och i kommunen Mänttä-Filpula i  landskapet Birkaland, i den södra delen av Finland, 220 km norr om huvudstaden Helsingfors. Den största av öarnas area är 1,2 hektar och dess största längd är 200 meter i nord-sydlig riktning.